# Michel-Jean Sedaine
Michel-Jean Sedaine (ur. 2 czerwca 1719 w Paryżu, zm. 17 maja 1797 tamże) – francuski dramatopisarz i librecista operowy.

## Życiorys
Był synem architekta. Osierocony w dzieciństwie przez ojca żył w biedzie i utrzymywał się z pracy kamieniarza. Jednocześnie podejmował próby kształcenia się i w 1750 roku zadebiutował zbiorem opowiadań Recueil de pièces fugitives. Od 1756 roku prowadził w Théâtre de la Foire St. Laurent własną trupę, z którą wystawiał opery komiczne na wzór włoski. Pisał na potrzeby czołowych scen paryskich: Comédie-Française, Opéra-Comique i Opéra de Paris. W 1786 roku został wybrany na członka Akademii Francuskiej.
Jako dramatopisarz początkowo naśladował styl Charles’a-Simona Favarta, z czasem doprowadził do przekształcenia opery komicznej w dzieło dramatyczne, w którym sceny zespołowe są zintegrowane z akcją sceniczną. Odszedł od popularnych ówcześnie naiwnych scenek pastoralnych w kierunku pogłębienia realizmu akcji. Współpracował z niewielką grupą kompozytorów, muzykę do jego librett pisali Egidio Romualdo Duni, André Ernest Modeste Grétry, Pierre-Alexandre Monsigny i François Philidor. Jego pierwszą komedią muzyczną w nowym stylu była Le diable à quatre z 1756 roku z muzyką F. Philidora, która w 1787 roku doczekała się polskiej adaptacji w tłumaczeniu Jana Baudouina de Courtenay z muzyką autorstwa Gaetano pt. Diabla wrzawa. W sztukach operowych takich jak Aucassin et Nicolette (1779), Richard Coeur-de-lion (1784) i Guillaume Tell (1791) podejmował modną wówczas tematykę średniowieczną.